# 아사히촌 (나가노현 가미이나군)
아사히촌(朝日村)은 나가노현 가미이나군에 있던 촌이다. 현재의 다쓰노정에 해당한다.

## 역사
- 1875년 2월 18일 - 지쿠마현 이나군 아사히촌이 성립하였다.
- 1876년 8월 21일 - 나가노현에 소속되었다.
- 1879년 1월 4일 - 군구정촌 편제법에 의해 가미이나군에 소속되었다.
- 1889년 4월 1일 - 정촌제 시행에 의해 아사히촌이 단독으로 자치체를 형성하였다.
- 1955년 4월 1일 - 다쓰노정과 합병해, 새로운 다쓰노정이 성립하여, 동일 아사히촌은 폐지되었다.

## 교통

### 철도
일본국유철도 주오본선이 마을을 통과했지만 역은 존재하지 않았다.

### 도로
현재 구촌 지역에는 주오 자동차의 다쓰노 휴게소가 있지만, 당시에는 미개통 상태였다.

## 참고문헌
- 角川日本地名大辞典 20 長野県